# 1975년 시킴 왕국 국민투표
군주제 폐지에 대한 국민투표는 1975년 4월 14일 시킴 왕국에서 열렸다. 공식 결과에 따르면 이 제안은 투표자 중 97.55%의 찬성을 얻었고 투표율은 약 63%였으며, 이로 인해 국가는 인도의 주가 되었다.

## 배경
시킴은 19세기부터 영국 식민 통치 기간 동안 인도의 보호령이었다. 이러한 협정은 1950년 조약으로 인도 독립 후에도 이어졌는데, 이 조약에 따라 인도는 통신, 국방, 외교뿐만 아니라 시킴의 "영토 보전"에 대한 책임을 맡았다. 시킴은 내정에 대한 자치권을 가졌다.
초걀(군주)에 대한 지지는 부티아족 (중세 시대에 온 티베트 정착민)과 어느 정도는 원주민인 렙차족에서 나왔다. 이 두 공동체는 시킴 인구의 25% 미만을 차지했다. 나머지 인구는 대부분 인도 제국 시대에 온 네팔인 정착민들로 구성되었다. 대표 기관 선거에서 부티아-렙차 공동체의 각 표는 부당한 가중치를 부여하기 위해 6표로 계산되었다. 인도 정부는 국경을 따라 있는 전략적 완충 지대의 안정을 위해 이러한 불평등한 시스템을 묵인했다.
1973년, 관찰자들에 따르면 인도는 초걀의 적대감이 증가하고 있다고 인식했고 "1인 1표"를 요구하는 민주화 운동을 지원하기로 결정했다. 1973년 4월의 폭력적인 시위 이후, 인도는 정치 운동과 초걀 사이를 중재했고, 새로운 시스템을 도입했는데, 이에 따라 부티아-렙차족과 네팔인에게 동수의 의석(각 15석)이 할당되었지만, 선거는 "1인 1표" 원칙에 따라 운영되었다. 1974년 시킴 총선에서 카지 렌둡 도르지가 이끄는 시킴 국민회의는 네팔인이 다수이거나 부티아-렙차족이 다수인 선거구 모두에서 왕당파인 국민당을 물리치고 32석 중 31석을 얻었다.
1974년 5월부터 7월까지 새로운 정부는 시킴의 새 헌법이 될 시킴 정부법을 통과시켰다. 이 법은 1973년 5월 인도 정부가 중재한 협정에 기반을 두었으며, 총리, 각료회의, 행정관의 세 기관을 설립했다. 인도 제국 시대에 사용된 시스템을 연상시키는 행정관 직책은, 비록 그 직책을 맡은 자가 모든 중요한 문제에 대해 초걀의 승인을 받아야 했음에도 불구하고, 사실상 국가 원수처럼 보였지만 초걀 자신은 모든 권한을 박탈당했다.
또한 인도와의 관계를 더욱 발전시키기 위한 여러 조항도 있었다. 1974년 7월 4일, 이 법은 초걀의 승인을 받았다.
1974년 8월 13일, 시킴 국민회의는 새 헌법 제6장을 인용하며 인도 정부에 서한을 보내 시킴 국민의 인도 정치 제도 참여를 요청했다. 이 요청에 따라 인도 정부는 1974년 헌법 (제36차 개정) 법안을 도입하여 시킴에 준주 지위를 부여하고 인도 의회 양원 각각에 1석을 할당했다. 이 법안은 1974년 9월 7일까지 의회를 통과했다.

### 초걀의 반대
초걀은 즉시 인도의 헌법 개정안에 반대하며 1950년 인도-시킴 조약 위반이라고 주장했다. 그는 인도 총리에게 "우리의 독자적인 정체성과 국제적 위상"을 지켜달라고 요청했다. 인도 논평가들에 따르면, 그는 외국 언론에 시킴이 인도에 "병합"되고 있다고 말함으로써 문제를 "국제화"하려 했다.
1975년 2월, 초걀은 네팔에 있는 국왕의 대관식에 참석했다. 그는 인도에 반대하는 선전을 하며 방문한 외교관들을 동원하여 자신의 명분을 지지하도록 노력했다고 한다. 이는 시킴의 정치 운동을 자극하여 군주제 폐지와 시킴에서 초걀의 추방을 요구하게 했다. 초걀이 시킴으로 돌아오자 시위대가 궁으로 가는 길을 막았고, 궁 경비대가 시위대를 공격하여 국회 의원 한 명이 부상을 입었다. 초걀이 게릴라 부대를 조직하고 중국이 통치하는 티베트에서 무기를 수입하려 했다는 보도도 있었다. 초걀의 지지자가 법원에 소송을 제기하여 시킴 대표를 인도 의회에 보내는 것을 금지하는 명령을 얻었다. 강토크 거리에서는 여러 명이 총에 맞아 부상을 입는 등 폭력 사태가 발생했다.
총리 카지 렌둡 도르지는 인도의 개입을 요청했다. 인도 육군이 궁 경비대의 무장을 해제하기 위해 파견되었고, 궁의 보안은 인도군이 장악했다. 국민 의회는 군주제 폐지와 인도 연합과의 합병을 요구하는 결의안을 통과시켰다. 총리는 1975년 4월 14일에 두 가지 쟁점에 대한 국민투표를 실시하도록 명령했다. 초걀과 그의 지지자들은 9월에 인도가 시킴을 준주로 합병한 이후 지속적으로 국민투표를 요구해왔다.

## 결과
틀:Referendum results
국민투표 결과는 수난다 K. 다타-레이에 의해 의문이 제기되었는데, 그는 "이 접근하기 어려운 거주지 중 일부에 도달하는 데 가장 빠른 교통수단인 지프를 타고도 최소 이틀이 걸렸을 것이며, 4월 11일과 15일 사이에 준비를 마치고, 투표를 실시하고, 개표를 완료하는 것은 물리적으로 불가능했을 것"이라고 주장했다.
초걀 지지자들은 유권자의 70~80%가 인도 출신 외부인이라고 주장한다.

## 반응
중국과 파키스탄은 국민투표를 강제 병합의 위장된 희극이라고 불렀고, 이에 인디라 간디는 그들에게 티베트 합병과 그녀가 인도 영토라고 믿었던 아자드 카슈미르 문제를 상기시키며 반박했다. 초걀은 국민투표를 "불법적이고 위헌적"이라고 불렀다.
미국 정부는 시킴의 인도 합병을 중요한 무역로에 위치한 점을 감안할 때 역사적이고 실질적인 필연성으로 보았다. 소련은 긍정적으로 반응했지만, 조용한 반응이었다. 1978년, 간디의 후임인 모라르지 데사이 총리는 시킴 합병에 대해 유감을 표하고 비판했는데, 이는 인플레이션 증가와 함께 인도 국민회의 청년 지지자들의 격렬한 시위를 불러일으켰다. 데사이는 합병이 "바람직하지 않은 조치"였으며 이를 되돌릴 수 없음을 한탄했지만, 초걀의 인기가 없어 "그곳의 대부분의 사람들이 원했다"고 주장하기도 했다.

## 여파
결과 발표 후 시킴의 총리 카지 렌둡 도르지는 국민투표 결과를 인디라 간디에게 전보로 보내 "즉각적인 답변과 결정 수용"을 요청했고, 이에 그녀는 인도 정부가 시킴이 헌법적으로 인도의 일부가 될 수 있도록 헌법 개정안을 의회에 제출할 것이라고 답했다.
인도 의회는 1975년 4월 26일 시킴을 주로 만드는 헌법 개정안을 최종 승인했다. 1975년 5월 15일 인도 대통령 파크루딘 알리 아메드는 시킴을 인도의 22번째 주이자 초걀의 직위를 폐지하는 헌법 개정안을 비준했다.
전 시킴 수석 비서관 도르지 다둘은 시킴 유권자에 대한 협박, 인도 지원 선거 당국의 불명확성, 독립 지지 시킴인들이 선거 운동을 하는 것을 강제로 억압한 점을 들어 국민투표를 비판했으며, 시킴 선거 위원회가 시킴 정부법에 따라 그러한 국민투표를 실시할 권한이 애초에 없었다고 지적했다. L.D. 카지의 아내 엘리사-마리아 카지니는 남편의 국민투표에서의 역할에 대해 "그들은 카지가 나라를 팔았다고 말할 거야, 팔았다고, 카지가!"라고 비난했다. 1984년, 그녀는 작가이자 초걀의 친한 친구인 나리 루스톰지에게 비슷한 진술을 했는데, "당신과 초걀이 전적으로 옳았어요, 모든 것이 끔찍한 실수였어요."라고 말했다.
당시 런던에서 유학 중이던 초걀의 둘째 아들 왕축 왕자는 인도의 조치에 항의하기 위해 타임스에 기사를 발표하며 다음과 같이 썼다. "인도 행동에 대한 지정학적 정당성이 무엇이든 간에, 시킴의 독립적인 법적 정체성이 인도군과 경찰의 압력으로 시킴 국민에게 강요된 일련의 위헌적이고 불법적인 행동으로 파괴되었다는 사실은 변함이 없다. 따라서 인도가 독립적인 관찰자의 시킴 입국을 거부하고 인도 의회가 서둘러 시킴을 연합에 편입시킨 것은 의미가 크다."
합병 직후, 비상사태가 인디라 간디 정부에 의해 선포되었고, 시킴의 인도 관리들은 이를 독립 지지 세력을 탄압하는 기회로 삼았으며, 소남 용다 대위, 나르 바하두르 반다리, 아쇼크 쿠마르 수바와 같은 인물들이 체포되어 웨스트 벵골의 베람푸르에 수감되었고, 시킴의 일반적인 여론도 억압되었다.
카지의 양자이자 인도의 시킴 장악에서 주요 인물이었던 나르 바하두르 카티와다는 비상사태 종료 후 합병 반대 운동의 지도자 중 한 명이 되어 시킴 프라자탄트라 의회당을 창립했다. 카티와다는 1977년 데사이 총리에게 서한을 보내 합병을 "불법적", "위헌적", 그리고 "시킴 국민의 의사에 반하는" 것이라고 규탄했으며, 인도가 시킴에 개입했던 기간의 전술을 "제국주의 국가들의 오래된 방법인 분할 통치, 민주주의가 도입되고 민주 제도가 시킴 국민의 이익을 위해 강화되고 있다는 거짓 선전, 사실은 단순하고 순진한 사람들의 신뢰가 속이고 착취당하고 배신당했다는 환상"이라고 묘사했다. 카티와다는 서한에서 인도군이 반합병 시킴인들에게 가한 폭력과 "소위 인민의 상자"에 투표를 거부한 시킴인들에게 가한 구타에 대한 증언을 했으며, 시킴을 "이전 지위"로 복원할 것을 촉구하며 글을 마쳤다.
반합병 정당인 시킴 자나타 파리샤드는 1979년 시킴 선거에서 독립 1석을 제외한 모든 의석을 휩쓸었다. 카지는 자신의 고향 선거구에서 아투프 렙차에게 크게 패배하여 굴욕을 겪고 칼림퐁으로 은퇴했지만, 랄 주지사에게 선거를 무효화하고 반합병 정당이 통제권을 잡는 것을 막으라고 촉구했다. 승리에도 불구하고 이 정당들은 합병을 되돌리기 위해 거의 노력하지 않았으며, SJP는 기자 회견에서 합병을 "기정사실"이라고 묘사하고, 권력을 되찾은 인디라 간디에게 더 가까이 다가가려 하여 배신감을 느낀 시킴 지지자들을 소외시켰다. SJP는 1981년에 해산하고 인도 국민회의에 합류했다.
사망 2년 전, 초걀 팔덴 톤둡 남걀은 MLA P.L. 구룽에게 시킴의 독립에 대한 희망을 아직 버리지 않았으며, 군주제 복원을 의미하든 아니든 독립적이면서도 인도와 긴밀한 관계를 유지하는 부탄과 유사한 지위를 가질 수 있기를 바란다고 털어놓았다. 그의 둘째 아들이자 후계자인 왕축 왕자는 아버지가 자신의 왕위보다는 시킴의 주권과 합병이 어떻게 일어났는지 진실을 공유하는 것에 더 관심을 가졌다고 언급했다.
전 시킴의 걜모(왕비)인 호프 쿡은 자서전에서 초걀의 장남이자 인기 있는 인물이자 대담한 시킴 민족주의자였던 텐징 왕자의 1978년 사망이 시킴 민족주의를 약화시키기 위해 인도에 의해 조작된 것이라고 믿었다고 진술하며, 왕자가 일방통행 도로에서 1톤 트럭에 치였고 사고에 대한 조사가 없었다고 지적했다. 인도 정부의 궁궐 방문 금지에도 불구하고 25,000명 이상의 사람들이 텐징의 장례식에 참석하여 남걀 왕조에 대한 시킴 국민의 충성심을 보여주었으며, 합병에 대한 조용한 시위 역할을 했다. 초걀은 1982년 사망 후에도 시킴 국민들로부터 비슷한 헌신을 받았다. 초걀 팔덴 톤둡의 장례식과 같은 날, 그의 둘째 아들 왕축은 비공식적으로 새로운 초걀로 즉위했는데, 이는 특히 군중이 금지된 시킴 국가를 부르고 "초걀 만세!"를 외치기 시작하면서 인도 당국과 논란을 불러일으켰다. 중앙 및 주 당국은 참여한 주 정치인들이 사과하기를 원했지만, 세 명의 의원이 순전히 종교적인 의식이며 정치적인 의식이 아니라는 성명서에 서명하며 거부했다. 왕축은 지지의 물결을 "내 아버지의 입장에 대한 매우 명백한 정당화이자, 국민이 제거하길 원했던 독재자라는 일반적인 인도 관점의 직접적인 부인"이라고 언급했다.
시킴에서는 오늘날까지 독립 운동이 계속되고 있지만, 시킴의 외진 곳과 고립성 때문에 그 규모나 지지를 가늠하기는 어렵다.

## 같이 보기
- 시킴: 히말라야 왕국을 위한 진혼곡

## 내용주
1. ↑  Two additional seats were reserved for Scheduled Castes and the Buddhist sangha, respectively.

## 참고 문헌
- Bajpai, G. S. (1999), 《China's Shadow Over Sikkim: The Politics of Intimidation》, Lancer Publishers, ISBN 978-1-897829-52-3
- Gupta, Ranjan (September 1975), “Sikkim: The Merger with India”, 《Asian Survey》 15 (9): 786–798, doi:10.2307/2643174, JSTOR 2643174
- Rose, Leo E. (1978), 〈Modernizing a Traditional Administrative System: Sikkim 1890–1973〉,   James F. Fisher, 《Himalayan Anthropology: The Indo-Tibetan Interface》, Walter de Gruyter, 205–쪽, ISBN 978-90-279-7700-7
- Sen, S. C. (1975), “Sikkim—Where Feudalism fights Democracy”, 《Verfassung und Recht in Übersee / Law and Politics in Africa, Asia and Latin America》 8 (3/4): 345–364, JSTOR 43108474
- Saha, Biswanath (2022), 〈Citizenship Dilemmas of the Nepalis(ese) of Darjeeling Hills and Beyond〉,   Gorky Chakraborty, 《Citizenship in Contemporary Times: The Indian Context》, Taylor & Francis, 230–246쪽, ISBN 9781000807721

틀:Sikkimese elections